# Copa São Paulo de Futebol Júnior de 1971
A Copa São Paulo de Futebol Júnior de 1971 foi a 3ª edição da competição. Diferendemente das duas primeiras edições, que contaram somente com clubes do estado de São Paulo, esta edição expandiu a participação para clubes de outros estados, sendo dois representantes do Rio de Janeiro, um de Minas Gerais, um do Paraná e um do Rio Grande do Sul.
A primeira Copinha com a participação de clubes de outros estados teve uma final carioca: o Fluminense, campeão carioca do ano anterior, venceu o Botafogo no chamado Clássico Vovô e ficou com o título.
No tempo regulamentar, empate em 3 a 3; na prorrogação de 15 minutos, outro empate em 1 a 1, tendo o time junior do Botafogo completado, na ocasião, a 103ª partida de invencibilidade (a última derrota botafoguense havia ocorrido em janeiro de 1968, 4 a 0 para o Flamengo[carece de fontes?]), tendo sido campeão carioca pela última vez no ano de 1966, só voltando a ser campeão em 1977. O Fluminense venceu nos pênaltis por 4 a 3 e sagrou-se campeão.
Todos os jogos foram na cidade de São Paulo.

## Equipes participantes
| Localidade        | Equipe           | Cidade         | Participação (última) |
| ----------------- | ---------------- | -------------- | --------------------- |
| Guanabara         | Botafogo         | Rio de Janeiro | 1ª (–)                |
| Guanabara         | Fluminense       | Rio de Janeiro | 1ª (–)                |
| Minas Gerais      | Atlético Mineiro | Belo Horizonte | 1ª (–)                |
| Paraná            | Coritiba         | Curitiba       | 1ª (–)                |
| Rio Grande do Sul | Grêmio           | Porto Alegre   | 1ª (–)                |
| São Paulo         | Comercial        | Ribeirão Preto | 1ª (–)                |
| São Paulo         | Corinthians      | São Paulo      | 3ª (1970)             |
| São Paulo         | Guarani          | Campinas       | 1ª (–)                |
| São Paulo         | Juventus-SP      | São Paulo      | 3ª (1970)             |
| São Paulo         | Nacional-SP      | São Paulo      | 2ª (1969)             |
| São Paulo         | Nitro-Química    | São Paulo      | 1ª (–)                |
| São Paulo         | Palmeiras        | São Paulo      | 3ª (1970)             |
| São Paulo         | Ponte Preta      | Campinas       | 1ª (–)                |
| São Paulo         | Portuguesa       | São Paulo      | 1ª (–)                |
| São Paulo         | Santos           | Santos         | 2ª (1970)             |
| São Paulo         | São Paulo        | São Paulo      | 1ª (–)                |

## Primeira fase

### Grupo A
| Time        | Pts | J | V | E | D | GP | GS | SG  |
| ----------- | --- | - | - | - | - | -- | -- | --- |
| Botafogo    | 6   | 3 | 3 | 0 | 0 | 13 | 1  | +12 |
| Nacional-SP | 2   | 3 | 1 | 0 | 2 | 4  | 6  | -2  |
| Palmeiras   | 2   | 3 | 1 | 0 | 2 | 3  | 7  | -4  |
| Portuguesa  | 2   | 3 | 1 | 0 | 2 | 5  | 11 | -6  |

| 5 de dezembro de 1970 | Palmeiras   | 1 – 0 | Nacional |  |
|                       | Gol marcado |       |          |  |

| 12 de dezembro de 1970 | Portuguesa | 0 – 6 | Botafogo           | Centro Esportivo de Pirituba, São Paulo |
| 10:00 (UTC−3)          |            |       | Perácio · Luizinho | Árbitro: Renato de Oliveira             |

| 9 de janeiro de 1971 | Portuguesa                                    | 3 – 2 | Palmeiras          | Centro Esportivo de Pirituba, São Paulo                                          |
|                      | Polidoro 24' · Enéas 29' · Tuca Fernandes 55' |       | Jacó 6' · Lino 76' | Árbitro: Carlos Afonso Lopes Auxiliares: Antonio Barochello e Antonio de Andrade |

| - Portuguesa: Angelo; Paulo, Giordano, Benazzi e Decio; Valter e Tuca Fernandes, Enéas, Polidoro (Cândido) e Pedro Acácio. - Palmeiras: Mário (Prado); Zé Maria, Fausto, Borges e Rubens; Lucio e Vanderlei (Clóvis); Jacó, Fernandes, Lino e Roberto. |

| 14 de janeiro de 1971 | Nacional                                | 3 – 2 | Portuguesa                | Estádio do Ibirapuera, São Paulo |
|                       | Gol marcado · Gol marcado · Gol marcado |       | Gol marcado · Gol marcado |                                  |

| 17 de janeiro de 1971 | Botafogo           | 3 – 1 | Nacional  | Centro Esportivo de Pirituba, São Paulo |
|                       | Luisinho · Galdino |       | Assis (P) |                                         |

| - Botafogo: Paulo; Calibé, Maurício, Pedro Paulo e Nei; Nandes e Marco Antônio; Tuca, Perácio, Luisinho e Galdino. Técnico: Neca. - Nacional: Silva; Paulo, Édson, Fernando e Cido; Arnaldo e Zé Roberto; Rubinho, Assis, Vicente (Valter) e Adão. Técnico: Romeiro. |

| 30 de janeiro de 1971 | Botafogo                              | 4 – 0 | Palmeiras | Centro Esportivo de Pirituba, São Paulo |
|                       | Edinho · Perácio · Luisinho · Galdino |       |           | Árbitro: Nilo Alexandre Mendes          |

| - Botafogo: Paulo; Calibé, Maurício, Pedro Paulo e Nei; Mendes e Luisinho; Tuca, Edinho (Niltinho) Perácio, (Luis Carlos) e Galdino. Técnico: Neca. - Palmeiras: Prado (Mário); Fausto, Clovis, Borges e Rubens; Lucio (Alemão) e Messias; Fernandes, Vanderlei, Lino e Roberto. |

### Grupo B
| Time          | Pts | J | V | E | D | GP | GS | SG  |
| ------------- | --- | - | - | - | - | -- | -- | --- |
| Ponte Preta   | 5   | 3 | 2 | 1 | 0 | 9  | 4  | +5  |
| Fluminense    | 4   | 3 | 1 | 2 | 0 | 11 | 3  | +8  |
| Corinthians   | 3   | 3 | 1 | 1 | 1 | 3  | 1  | +2  |
| Nitro-Química | 0   | 3 | 0 | 0 | 3 | 3  | 18 | -15 |

| 5 de dezembro de 1970 | Corinthians                             | 3 – 0 | Nitro-Química |  |
|                       | Gol marcado · Gol marcado · Gol marcado |       |               |  |

| 19 de dezembro de 1970 | Nitro-Química | 1 – 9 | Fluminense                                                                        | Centro Esportivo de Pirituba, São Paulo |
|                        | Rubinho 70'   |       | Silvinho 1' 17' 72' · Eduardo 28' 61' 80' · Vanderlei 51' · Té 56' · Fernando 66' |                                         |

| 27 de dezembro de 1970 | Ponte Preta                                     | 6 – 2 | Nitro-Química       | Centro Esportivo de Pirituba, São Paulo                                       |
|                        | Roberto 3' 47' · Rubinho 16' 65' 77' · Cruz 20' |       | Neri 4' · Jorge 29' | Árbitro: Gumercindo Nogueira de Araújo Auxiliares: Helio Pace e Antonio Luzio |

| - Ponte Preta: Moacir; Marinho, Marcos, Natalino e Nenê (Celso); Silvio e Gilberto; Cruz, Rubinho, Roberto e Aloísio (Mazzola). - Nitro-Química: Fernando (Gilberto); Jaime, Rui, Paulo e Luis Carlos; Wanderley I e Luis Roberto; Wanderley II (Claudio), Neri, Bartuira e Jorge. |

| 9 de janeiro de 1971 | Ponte Preta                | 2 – 2 | Fluminense                    | Centro Esportivo de Pirituba, São Paulo                                            |
|                      | Dejair 57' (GC) · Cruz 60' |       | Cleber 4' · Tourinho 65' (GC) | Árbitro: Edson Valter Pantozzi Auxiliares: Antonio Barochello e Antonio de Andrade |

| - Ponte Preta: Moacir; Marinho, Lázaro, Silvio e Tourinho; Nenê e Gilberto; Cruz, Ricardo (Aloísio, depois Airton), Roberto e Rubinho. - Fluminense: César Augusto; Dejair, Pojito, Marinho e Claudionor; Cleber e Eduardo, Silvinho, Fernando, Té e Carlos Gomes (Paulo Cesar). Técnico: Pinheiro. |

| 24 de janeiro de 1971 | Ponte Preta | 1 – 0 | Corinthians | Centro Esportivo de Pirituba, São Paulo                                |
|                       | Roberto 49' |       |             | Árbitro: Hélio Carlos Bertoli Auxiliares: José Luis de Paula e Deodato |

| - Ponte Preta: Moacir; Marinho, Lázaro, Silvio e Tourinho; Nenê e Gilberto; Cruz (Vadela), Rubinho, Roberto e Aloísio. - Corinthians: Paulo Rogério (Rafael); Brito, Laercio, Ojeda e Wladimir; Nilton e Osmar; Jorge Augusto (Gerson), Luisinho, Carlos Alberto e Baltasar. |

| 30 de janeiro de 1971 | Fluminense | 0 – 0 | Corinthians | Centro Esportivo de Pirituba, São Paulo |
|                       |            |       |             | Árbitro: Roberto Nunes Morgado          |

| - Fluminense: Russo; Dejair, Pojito, Jorge e Claudionor; Roman e Dudu; Silvinho, Fernando, Té (Onofre) e Carlos Roberto (Paulo Cesar). Técnico: Pinheiro. - Corinthians: Paulo Rogério; Donato, Laercio, Ojeda e Wladimir; Nilton e Luisinho (Gerson); Armando, Benê (Jones), Carlos Roberto e Baltasar. |

### Grupo C
| Time             | Pts | J | V | E | D | GP | GS | SG |
| ---------------- | --- | - | - | - | - | -- | -- | -- |
| São Paulo        | 4   | 3 | 1 | 2 | 0 | 5  | 2  | +3 |
| Juventus-SP      | 4   | 3 | 2 | 0 | 1 | 4  | 5  | -1 |
| Atlético Mineiro | 3   | 3 | 1 | 1 | 1 | 7  | 5  | +2 |
| Coritiba         | 1   | 3 | 0 | 1 | 2 | 2  | 6  | -4 |

| 12 de dezembro de 1970 | São Paulo                          | 3 – 0 | Juventus | Centro Esportivo de Pirituba, São Paulo |
| 8:00 (UTC−3)           | Armando 35' · Luís 64' · Jorge 75' |       |          | Árbitro: Hermínio Aggio                 |

| 23 de janeiro de 1971 | Atlético Mineiro                         | 4 – 1 | Coritiba | Centro Esportivo de Pirituba, São Paulo |
| 8:30 (UTC−3)          | Alan 18' · Marcelo 27' 65' · Roberto 63' |       | Wolpe 9' |                                         |

| - Atlético Mineiro: Mario Felix; Ferreira, Valdo, Eduardo e Gilson; Angelo e Marcelo (Luizinho); Roberto, Getulio, Alan (Ribeiro) e Nilson. - Coritiba: Acyr; Hiran, Levi, Ademir e Luis Carlos; Joãozinho (R. Portes) e Baiano (Fiala); Jonas, Jorge, Tailor e Wolpe. |

| 25 de janeiro de 1971 | São Paulo   | 1 – 1 | Coritiba    | Centro Esportivo de Pirituba, São Paulo |
|                       | Gol marcado |       | Gol marcado |                                         |

| 25 de janeiro de 1971 | Juventus                                | 3 – 2 | Atlético Mineiro          | Centro Esportivo de Pirituba, São Paulo |
|                       | Gol marcado · Gol marcado · Gol marcado |       | Gol marcado · Gol marcado |                                         |

| 28 de janeiro de 1971 | Juventus    | 1 – 0 | Coritiba | Estádio Parque São Jorge, São Paulo |
|                       | Gol marcado |       |          |                                     |

| 28 de janeiro de 1971 | São Paulo   | 1 – 1 | Atlético Mineiro | Estádio Parque São Jorge, São Paulo |
|                       | Gol marcado |       | Gol marcado      |                                     |

### Grupo D
| Time      | Pts | J | V | E | D | GP | GS | SG |
| --------- | --- | - | - | - | - | -- | -- | -- |
| Guarani   | 6   | 3 | 3 | 0 | 0 | 5  | 1  | +4 |
| Grêmio    | 3   | 3 | 1 | 1 | 1 | 9  | 4  | +5 |
| Santos    | 3   | 3 | 1 | 1 | 1 | 4  | 4  | 0  |
| Comercial | 0   | 3 | 0 | 0 | 3 | 1  | 10 | -9 |

Alguns jogadores do Guarani; Amaral, Flamarion, Alfredo , Kleyton e Mingo. Alguns jogadores do Comercial.; Paulo, Valdir, Flávio, Caréca, Taranta, Cafuringa e Nêne. Técnico; Eli do Amparo.
| 19 de dezembro de 1970 | Comercial | 0 – 2 | Guarani                  | Centro Esportivo de Pirituba, São Paulo |
|                        |           |       | Kleyton 7' · Kleyton 20' |                                         |

| 17 de janeiro de 1971 | Santos                    | 2 – 1 | Comercial   | Centro Esportivo de Pirituba, São Paulo |
|                       | Gol marcado · Gol marcado |       | Gol marcado |                                         |

| - Santos: China; Edvaldo, Ivo, Vanderlei e Luia; Catelan e Gaspar; Reinaldo, Carlos Alberto, Fernando (Odair) e Chico (Valter). Técnico: Pepe. |

| 23 de janeiro de 1971 | Guarani                        | 2 – 1 | Grêmio    | Centro Esportivo de Pirituba, São Paulo |
| 10:00 (UTC−3)         | Antoninho 52' · Washington 70' |       | Ivanir 4' |                                         |

| - Guarani: Luis Alberto; Berto, Osmar, Ricardo e Carlos; Edvaldo e Vladimir; Antoninho, Washington, Eli e Luizinho. - Grêmio: Frota; Carlos Alberto, Airton, Teles e Euclides; Tupã e Alexandre; Paulo (Jair), Jorge, Ivanir (Ciro) e Bolívar. |

| 25 de janeiro de 1971 | Santos | 0 – 1 | Guarani     | Centro Esportivo de Pirituba, São Paulo |
|                       |        |       | Gol marcado |                                         |

| 25 de janeiro de 1971 | Comercial | 0 – 6 | Grêmio                                                                            | Centro Esportivo de Pirituba, São Paulo |
|                       |           |       | Gol marcado · Gol marcado · Gol marcado · Gol marcado · Gol marcado · Gol marcado |                                         |

| 28 de janeiro de 1971 | Santos                    | 2 – 2 | Grêmio                    | Estádio Parque São Jorge, São Paulo |
|                       | Gol marcado · Gol marcado |       | Gol marcado · Gol marcado |                                     |

## Fase final
|  | Quartas-de-final | Quartas-de-final  | Quartas-de-final |                  |          | Semifinais  | Semifinais | Semifinais |  |  | Final | Final    | Final |
|  |                  |                   |                  |                  |          |             |            |            |  |  |       |          |       |
|  | B1               | Ponte Preta       | 1                |                  |          |             |            |            |  |  |       |          |       |
|  | C2               | Juventus-SP       | 0                |                  |          |             |            |            |  |  |       |          |       |
|  | C2               | Juventus-SP       | 0                |                  | B1       | Ponte Preta | 1          |            |  |  |       |          |       |
|  |                  |                   |                  |                  | B1       | Ponte Preta | 1          |            |  |  |       |          |       |
|  |                  | A1                | Botafogo         | 3                |          |             |            |            |  |  |       |          |       |
|  | A1               | A1                | Botafogo         | 3                | Botafogo | 1           |            |            |  |  |       |          |       |
|  | A1               |                   |                  |                  | Botafogo | 1           |            |            |  |  |       |          |       |
|  | D2               | Grêmio            | 0                |                  |          |             |            |            |  |  |       |          |       |
|  |                  |                   |                  |                  |          |             |            |            |  |  | A1    | Botafogo | 4(3)  |
|  |                  |                   | B2               | Fluminense (pen) | 4(4)     |             |            |            |  |  |       |          |       |
|  | 2B               | Fluminense (pen)  | 1(3)             |                  |          |             |            |            |  |  |       |          |       |
|  | 1C               | São Paulo         | 1(1)             |                  |          |             |            |            |  |  |       |          |       |
|  | 1C               | São Paulo         | 1(1)             |                  | B2       | Fluminense  | 2          |            |  |  |       |          |       |
|  |                  |                   |                  |                  | B2       | Fluminense  | 2          |            |  |  |       |          |       |
|  |                  | A2                | Nacional-SP      | 1                |          |             |            |            |  |  |       |          |       |
|  | D1               | A2                | Nacional-SP      | 1                | Guarani  | 1(0)        |            |            |  |  |       |          |       |
|  | D1               |                   |                  |                  | Guarani  | 1(0)        |            |            |  |  |       |          |       |
|  | A2               | Nacional-SP (pen) | 1(3)             |                  |          |             |            |            |  |  |       |          |       |

### Quartas de final
| 6 de fevereiro de 1971 | Ponte Preta | 1 – 0 | Juventus | Centro Esportivo de Pirituba, São Paulo                                                        |
|                        | Marinho 54' |       |          | Árbitro: Gerson Sebastião Vendrame Auxiliares: José Albuquerque Gomes e Antonio Carlos Gabriel |

| - Ponte Preta: Moacir; Marinho, Lázaro, Nenê e Tourinho; Sílvio e Gilberto; Cruz, Rubinho, Roberto e Mazzola (Vadela). - Juventus: Renato; Antonio Carlos, Djalma, Sidnei e Juarez; Paulo Borges e Edson; Tadeu, Muca, Coutinho e Marcos (Tostão). |

| 6 de fevereiro de 1971 | Botafogo     | 1 – 0 | Grêmio | Centro Esportivo de Pirituba, São Paulo |
|                        | Luizinho 57' |       |        | Árbitro: Edson Valter Pantozzi          |

| - Botafogo: China; Calibé, Maurício, Pedro Paulo e Nei; Nandes e Edinho; Tuca, Luís Carlos (Berto), Luizinho e Galdino. Técnico: Neca. - Grêmio: Frota (Bica); Teles, Mauro, Jerônimo e Euclides; Juarez e Tupã; Ciro, Jorge, Ivanir e Cacaio (Bolívar). |

| 13 de fevereiro de 1971 | Fluminense | 1 – 1 | São Paulo        | Centro Esportivo de Pirituba, São Paulo |
|                         | Onofre 71' |       | Luís Augusto 26' |                                         |

|            |     | Penalidades     |  |
| Eduardo: , | 3–1 | Luís Augusto: , |  |

| - Fluminense: Russo; Zé Maria, Pojito, Bequinha e Carlos; Jorge e Fernando; Zé Augusto (Onofre), Silvinho, Eduardo e Antônio Carlos (Carlos Gomes). Técnico: Pinheiro. - São Paulo: Rui; Paulo, Zé Luís, Carlos Alberto e Silva; Roberto e Jorge; Mauro, César, Reinaldo (Luís Augusto) e Estefano (Sergio). |

| 13 de fevereiro de 1971 | Guarani      | 1 – 1 | Nacional  | Centro Esportivo de Pirituba, São Paulo |
|                         | Luisinho 12' |       | Assis 74' |                                         |

|           |     | Penalidades |  |
| Vladimir: | 0–3 | Marcos: ,   |  |

| - Guarani: Luís Alberto; Berto, Osmar, Carlos e Ricardo; Ednaldo (Zé Luís) e Vladimir; Antoninho (Miranda), Washington, Eli e Luisinho. - Nacional: Silva; Paulo, Edson, Fernando e Cido; Arnaldo (Marcos) e Zé Roberto; Luciano (Freitas), Assis, Vicente e Adão. Técnico: Romeiro. |

### Semifinal
| 27 de fevereiro de 1971 | Botafogo             | 3 – 1 | Ponte Preta | Centro Esportivo de Pirituba, São Paulo |
| 9:00 (UTC−3)            | Luizinho 18' 64' 80' |       | Cruz 25'    | Árbitro: Roberto Nunes Morgado          |

| - Botafogo: China; Calibé, Maurício, Pedro Paulo e Jorginho; Nandes e Edinho; Tuca, Brito, Luizinho e Galdino. Técnico: Neca. - Ponte Preta: Moacir; Marinho, Lázaro, Nenê e Tourinho; Sílvio e Gilberto; Cruz, Rubinho (Ricardo), Roberto e Aloísio (Mojica). |

| 28 de fevereiro de 1971 | Fluminense                           | 2 – 1 | Nacional    | Centro Esportivo de Pirituba, São Paulo                                     |
| 9:00 (UTC−3)            | Antônio Carlos 8' · José Augusto 64' |       | Vicente 26' | Árbitro: Remo Botto Netto Auxiliares: Carlos Vicente Turri e Joaquim Amauri |

| - Fluminense: Russo; Zé Maria, Pojito, Jorge Henrique e Jorginho; Carlos Gomes e Fernando; Augusto, Silvinho, Eduardo e Antônio Carlos. Técnico: Pinheiro. - Nacional: Silva; Paulo, Édson, Fernando e Cido; Arnaldo (Marcos) e Zé Roberto; Luciano (Freitas), Assis, Vicente e Adão. Técnico: Romeiro. |

### Final
| 6 de março de 1971 | Fluminense                                                    | 4 – 4   | Botafogo                                             | Centro Esportivo de Pirituba, São Paulo |
| 9:00 (UTC−3)       | Silvinho 14', 35' · José Augusto 69' · Bequinha 119' (prorr.) | 3–3 1–1 | Tuca 12' · Galdino 74' · Luizinho 78', 105' (prorr.) | Árbitro: Roberto Nunes Morgado          |

|                 |       | Penalidades |  |
| ?: ?: Silvinho: | 4 – 3 | ?: ?: Nei:  |  |

|  | Fluminense | Botafogo |

| FLUMINENSE:   |  |                 |  |    |
|               |  |                 |  |    |
| G             |  | César Augusto   |  |    |
| LD            |  | Dejair          |  |    |
| Z             |  | Pojito          |  |    |
| Z             |  | Carlos Gomes    |  |    |
| LE            |  | Jorge Carlos    |  |    |
| M             |  | Jorge Henriques |  |    |
| M             |  | Fernando        |  |    |
| A             |  | José Augusto    |  |    |
| A             |  | Silvinho        |  |    |
| A             |  | Eduardo         |  | a' |
| A             |  | Antônio Carlos  |  | b' |
| Substituição: |  |                 |  |    |
|               |  | Onofre          |  | a' |
|               |  | Bequinha        |  | b' |
| Treinador:    |  |                 |  |    |
| Pinheiro      |  |                 |  |    |

| BOTAFOGO:     |  |             |  |                 |
|               |  |             |  |                 |
| G             |  | China       |  |                 |
| LD            |  | Calibé      |  |                 |
| Z             |  | Maurício    |  |                 |
| Z             |  | Pedro Paulo |  |                 |
| LE            |  | Nei         |  |                 |
| M             |  | Nandes      |  |                 |
| M             |  | Edinho      |  |                 |
| A             |  | Tuca        |  |                 |
| A             |  | Brito       |  | Substituído     |
| A             |  | Luisinho    |  |                 |
| A             |  | Galdino     |  |                 |
| Substituição: |  |             |  |                 |
|               |  | Perácio     |  | Entrou em campo |
| Treinador:    |  |             |  |                 |
| Neca          |  |             |  |                 |

## Premiação
| Copa São Paulo de Futebol Júnior de 1971 |
| Guanabara                                |
| ---------------------------------------- |
| FLUMINENSE Campeão (1º título)           |

## Classificação geral
Oficialmente a FPF não reconhece uma classificação geral na Copa São Paulo de Futebol Júnior. A tabela a seguir classifica as equipes de acordo com a fase alcançada e considerando os critérios de desempate.